# Lutetia

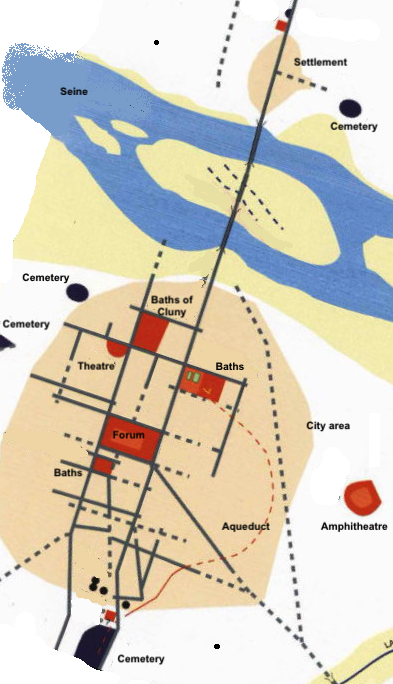
Lutetia a Kr.u. 2. században.

Lutetia (ejtsd: Lutécia, neolatin nevén: Lutetia Parisiorum, franciául: Lutèce) a mai francia főváros, Párizs feltehetően belső városrészein elterülő ókori település. Eredetileg a kelta szenonok egyik ága, a parisii törzs uralta a területet, mikor az i. e. 50-es években Caius Iulius Caesar meghódította Galliát. Mai nevét erről a törzsről kapta.

## Fekvése
Eredetileg meglehetősen mocsaras vidék volt, mely két út: a Szajna, mint vízi út, és az Orléans felé vezető szárazföldi út metszéspontjában feküdt - ez utóbbi egy része a mai Rue Saint-Jacques vonalával azonosan haladt. A Szajnán itt kialakult szigetek tették a folyót könnyen keresztezhető átkelőhellyé, amit a későbbiekben hidak építésével is kihasználtak. Az alacsonyan fekvő, ártéri területet részben dombok övezték.

## Története
A terület már az i. e. 8. évezredben lakott volt, nagyobb, állandó településsé azonban feltehetően csak az i. e. 3. században vált. A rómaiak által meghódított területen tábor (castrum), majd város alakult, melynek lakossága az i. sz. 1.-2. században már 15-20 ezer fő lehetett. A település jelentőségét növelte, hogy egy sziget közbeiktatásával két híddal össze tudták kötni a Szajna két partját. A korabeli város központját a Cité-szigeten sejtik, ez azonban nem egyértelmű: a metróépítések a romokat eltüntették, így régészeti feltárással az elmélet nem igazolható. Caesar visszaemlékezései csak arra utalnak, hogy Lutetia a Szajna folyó szigetén helyezkedik el, ez azonban lehet egy azóta elhordott szigete is a folyó párizsi szakaszának, továbbá az azóta történt feltárások más helyszínt engednek sejteni.
A város növekedése a Szajna bal partjára esett, fő tengelyét az orléansi út képezte. A város Szajnától jobbra eső területe majd csak a 12. században kezd benépesülni Saint-Germain l'Auxerroix település kialakulásával (ma a Saint-Germain-l'Auxerrois-templom őrzi nevét). A település nyitott, szabályos úthálózatú város képét vette fel, a római polgárok életszükségleteinek kielégítéséhez minden adottsággal. A 3. században már feltehetően keresztény közösség is élt itt. Erre közvetlen bizonyítékok ugyan nincsenek, de Párizsi Szent Dénes (Saint-Denis) életét erre az időszakra teszik. 276 körül a barbárok lerohanták és elpusztították Lutetiát, ami jóval kisebb területen, immár valóban csak a Cité-szigeten épült újra, melyet ismét két híd kötött össze a Szajna-partjaival. Az 5. században a rómaiak kiszorultak Galliából, 508-ban I. Klodvig frank király elfoglalta és székhelyévé tette Lutetiát, melynek neve valamikor a 4. századtól kezd rögzülni Párizsként.

## Feltárása
Bár korábban a Cité-szigetet tekintették az ókori Lutetia helyszíneként, ez az elmélet mindig is vitatott volt. Legutoljára 1991-ben a Párizs második körgyűrűjeként épülő A86-os autópálya megelőző feltárása során Venceslas Kruta régész vezetésével Nanterre (Nemetodunum) területén találtak olyan nyomokat, amik azt valószínűsítik, hogy ezen a környéken terülhetett el Lutetia.

## Emlékezete
Eredeti latin nevének talán legismertebb őrzője a Hôtel Lutetia nevű luxushotel. 1852-ben Hermann Mayer Salomon Goldschmidt német-francia csillagász egy, a Kisbolygóövben felfedezett kisbolygót 21 Lutetiának nevezett el Párizs latin neve után. 1909-ben Georges Urbain francia tudós egy újonnan felfedezett elem, a Lutécium nevét is Párizs római kori elnevezésére emlékezve adta.